# Greatest Hits (Shania Twain-album)
 For alternative betydninger, se Greatest Hits. (Se også artikler, som begynder med Greatest Hits)
Greatest Hits er et opsamlingsalbum fra den canadiske sanger Shania Twain. Det blev udgivet den 8. november 2004. Albummet indeholder 17 af kunstnerens sange (18 på den internationale version) fra hendes tre diamant-certificerede albums; The Woman in Me, Come on Over og Up!. Derudover indeholder albummet tre nye sange; "Party for Two" som blev et Top 10 hit på USAs countrhitliste og et Top 10 hit i både Storbritannien og Tyskland, balladen "Don't!" og "I Ain't No Quitter".
Greatest Hits blev det bedst sælgende countryalbum i USA i 2005. Albummet blev certificeret 4× platin i USA og 2× platin i Storbritannien. Greatest Hits debuterede som nummer 2 på Billboard 200 med over 530.000 solgte eksemplarer. I oktober 2016 havde albummet solgt 4,39 millioner eksemplarer i USA.
Albummet var nummer 1 på Billboard Top Country Albums chart i 11 sammenhængende uger.

## Spor
| Nordamerikansk version | Nordamerikansk version                                        | Nordamerikansk version | Nordamerikansk version | Nordamerikansk version | Nordamerikansk version | Nordamerikansk version | Nordamerikansk version | Nordamerikansk version | Nordamerikansk version |
| #                      | Titel                                                         | Album                  | Længde                 |                        |                        |                        |                        |                        |                        |
| ---------------------- | ------------------------------------------------------------- | ---------------------- | ---------------------- | ---------------------- | ---------------------- | ---------------------- | ---------------------- | ---------------------- | ---------------------- |
| 1.                     | "Forever and for Always" (Red radio edit)                     | Up!                    | 4:03                   |                        |                        |                        |                        |                        |                        |
| 2.                     | "I'm Gonna Getcha Good!" (Red radio edit)                     | Up!                    | 4:02                   |                        |                        |                        |                        |                        |                        |
| 3.                     | "Up!" (Green album version)                                   | Up!                    | 2:53                   |                        |                        |                        |                        |                        |                        |
| 4.                     | "Come on Over"                                                | Come on Over           | 2:54                   |                        |                        |                        |                        |                        |                        |
| 5.                     | "Man! I Feel Like a Woman!"                                   | Come on Over           | 3:54                   |                        |                        |                        |                        |                        |                        |
| 6.                     | "That Don't Impress Me Much" (Dance Mix)                      | Come on Over           | 4:27                   |                        |                        |                        |                        |                        |                        |
| 7.                     | "From This Moment On" (The Right Mix radio edit)              | Come on Over           | 3:55                   |                        |                        |                        |                        |                        |                        |
| 8.                     | "Honey, I'm Home"                                             | Come on Over           | 3:37                   |                        |                        |                        |                        |                        |                        |
| 9.                     | "You're Still the One" (Single Version)                       | Come on Over           | 3:15                   |                        |                        |                        |                        |                        |                        |
| 10.                    | "Don't Be Stupid (You Know I Love You)"                       | Come on Over           | 3:35                   |                        |                        |                        |                        |                        |                        |
| 11.                    | "Love Gets Me Every Time"                                     | Come on Over           | 3:33                   |                        |                        |                        |                        |                        |                        |
| 12.                    | "No One Needs to Know"                                        | The Woman in Me        | 3:03                   |                        |                        |                        |                        |                        |                        |
| 13.                    | "You Win My Love" (Radio edit)                                | The Woman in Me        | 3:45                   |                        |                        |                        |                        |                        |                        |
| 14.                    | "(If You're Not in It for Love) I'm Outta Here!" (Radio edit) | The Woman in Me        | 3:48                   |                        |                        |                        |                        |                        |                        |
| 15.                    | "The Woman in Me (Needs the Man in You)" (Radio edit)         | The Woman in Me        | 3:57                   |                        |                        |                        |                        |                        |                        |
| 16.                    | "Any Man of Mine"                                             | The Woman in Me        | 4:06                   |                        |                        |                        |                        |                        |                        |
| 17.                    | "Whose Bed Have Your Boots Been Under?" (Radio edit)          | The Woman in Me        | 3:59                   |                        |                        |                        |                        |                        |                        |
| 18.                    | "Party for Two" (med Mark McGrath)                            | Tidligere uudgivet     | 3:31                   |                        |                        |                        |                        |                        |                        |
| 19.                    | "Don't!"                                                      | Tidligere uudgivet     | 3:56                   |                        |                        |                        |                        |                        |                        |
| 20.                    | "Party for Two" (med Billy Currington)                        | Tidligere uudgivet     | 3:31                   |                        |                        |                        |                        |                        |                        |
| 21.                    | "I Ain't No Quitter"                                          | Tidligere uudgivet     | 3:30                   |                        |                        |                        |                        |                        |                        |
| 69:45                  |                                                               |                        |                        |                        |                        |                        |                        |                        |                        |

| International version | International version                                         | International version | International version | International version | International version | International version | International version | International version | International version |
| #                     | Titel                                                         | Album                 | Længde                |                       |                       |                       |                       |                       |                       |
| --------------------- | ------------------------------------------------------------- | --------------------- | --------------------- | --------------------- | --------------------- | --------------------- | --------------------- | --------------------- | --------------------- |
| 1.                    | "Forever and for Always" (Red radio edit)                     | Up!                   | 4:03                  |                       |                       |                       |                       |                       |                       |
| 2.                    | "I'm Gonna Getcha Good!" (Red radio edit)                     | Up!                   | 4:02                  |                       |                       |                       |                       |                       |                       |
| 3.                    | "Up!" (Red album version)                                     | Up!                   | 2:53                  |                       |                       |                       |                       |                       |                       |
| 4.                    | "Ka-Ching!" (Red album version)                               | Up!                   | 3:21                  |                       |                       |                       |                       |                       |                       |
| 5.                    | "Come on Over"                                                | Come on Over          | 2:54                  |                       |                       |                       |                       |                       |                       |
| 6.                    | "Man! I Feel Like a Woman!" (International Version)           | Come on Over          | 3:54                  |                       |                       |                       |                       |                       |                       |
| 7.                    | "That Don't Impress Me Much" (Dance Mix)                      | Come on Over          | 4:27                  |                       |                       |                       |                       |                       |                       |
| 8.                    | "From This Moment On" (The Right Mix radio edit)              | Come on Over          | 3:55                  |                       |                       |                       |                       |                       |                       |
| 9.                    | "Honey, I'm Home"                                             | Come on Over          | 3:37                  |                       |                       |                       |                       |                       |                       |
| 10.                   | "You're Still the One"                                        | Come on Over          | 3:15                  |                       |                       |                       |                       |                       |                       |
| 11.                   | "Don't Be Stupid (You Know I Love You)"                       | Come on Over          | 3:35                  |                       |                       |                       |                       |                       |                       |
| 12.                   | "Love Gets Me Every Time"                                     | Come on Over          | 3:33                  |                       |                       |                       |                       |                       |                       |
| 13.                   | "No One Needs to Know"                                        | The Woman in Me       | 3:03                  |                       |                       |                       |                       |                       |                       |
| 14.                   | "You Win My Love" (Radio edit)                                | The Woman in Me       | 3:45                  |                       |                       |                       |                       |                       |                       |
| 15.                   | "(If You're Not in It for Love) I'm Outta Here!" (Radio edit) | The Woman in Me       | 3:48                  |                       |                       |                       |                       |                       |                       |
| 16.                   | "The Woman in Me (Needs the Man in You)" (Radio edit)         | The Woman in Me       | 3:57                  |                       |                       |                       |                       |                       |                       |
| 17.                   | "Any Man of Mine"                                             | The Woman in Me       | 4:07                  |                       |                       |                       |                       |                       |                       |
| 18.                   | "Whose Bed Have Your Boots Been Under?" (Radio edit)          | The Woman in Me       | 3:59                  |                       |                       |                       |                       |                       |                       |
| 19.                   | "Party for Two" (med Mark McGrath)                            | Tidligere uudgivet    | 3:31                  |                       |                       |                       |                       |                       |                       |
| 20.                   | "Don't!"                                                      | Tidligere uudgivet    | 3:56                  |                       |                       |                       |                       |                       |                       |
| 21.                   | "I Ain't No Quitter"                                          | Tidligere uudgivet    | 3:30                  |                       |                       |                       |                       |                       |                       |
| 69:35                 |                                                               |                       |                       |                       |                       |                       |                       |                       |                       |

## Hitlister
| Chart (2004–05)                     | Peak position |
| ----------------------------------- | ------------- |
| Australien (ARIA)                   | 10            |
| Østrig (Ö3 Austria)                 | 3             |
| Belgien (Ultratop Flanderen)        | 18            |
| Belgien (Ultratop Vallonien)        | 26            |
| Canadiske Albummer (Billboard)      | 1             |
| Danmark (Album Top-40)              | 14            |
| Holland (Album Top 100)             | 14            |
| European Albums (Top 100)           | 4             |
| French Compilations (SNEP)          | 6             |
| Tyskland (Offizielle Top 100)       | 3             |
| Ungarn (MAHASZ)                     | 24            |
| Irland (IRMA)                       | 6             |
| Japanese Albums (Oricon)            | 33            |
| New Zealand (RIANZ)                 | 10            |
| Norge (VG-lista)                    | 14            |
| Portugal (AFP)                      | 16            |
| Skotland (OCC)                      |               |
| Spanish Albums (PROMUSICAE)         | 26            |
| Sverige (Sverigetopplistan)         | 14            |
| Schweiz (Schweizer Hitparade)       | 4             |
| Storbritannien (OCC)                | 6             |
| UK Country Compilation Albums (OCC) | 1             |
| US Billboard 200                    | 2             |
| US Country Albums (Billboard)       | 1             |

| Hitliste (2004)                    | Placering |
| ---------------------------------- | --------- |
| Australian Albums (ARIA)           | 92        |
| Austrian Albums (Ö3 Austria)       | 63        |
| Danish Albums (Hitlisten)          | 59        |
| Hungarian Albums (MAHASZ)          | 91        |
| Swedish Albums (Sverigetopplistan) | 88        |
| Swiss Albums (Schweizer Hitparade) | 46        |
| UK Albums (OCC)                    | 28        |
| US Top Country Albums (Billboard)  | 21        |
| Worldwide Albums (IFPI)            | 7         |
| Hitliste (2005)                    | Placering |
| German Albums (Offizielle Top 100) | 99        |
| Swiss Albums (Schweizer Hitparade) | 56        |
| UK Albums (OCC)                    | 167       |
| US Billboard 200                   | 9         |
| US Top Country Albums (Billboard)  | 1         |
| Hitliste (2006)                    | Placering |
| US Top Country Albums (Billboard)  | 49        |